# Przekład Odzyskiwania
Nowy Testament. Przekład Odzyskiwania – polski, ewangelikalny przekład Nowego Testamentu wydany w marcu 2018 roku przez fundację Living Stream Ministry. Odpowiednik angielskiego przekładu Recovery Version of the Bible dokonanego przez Watchmana Nee i Witnessa Lee.

## Opis
Prace nad przekładem ukończono w 2017 roku. Od marca 2018 roku jest dostępny w sprzedaży internetowej. Za pośrednictwem fundacji Living Stream Ministry możliwe jest również zamówienie bezpłatnego egzemplarza.

## Cechy przekładu
Przekład Odzyskiwania należy do rodzaju przekładów dosłownych. Tłumacze starali się dbać o jak najwierniejsze oddanie znaczenia greckiego tekstu źródłowego, tak by tam, gdzie to możliwe, zachować także jego formę. Jest wyposażony w szereg narzędzi jak plany i tematy dołączone do poszczególnych ksiąg Nowego Testamentu, podstawowe informacje na temat każdej księgi (autor, odbiorcy, czas i miejsce powstania), odsyłacze do wersetów o podobnej treści, diagramy, mapy, a przede wszystkim w dużą liczbą przypisów, zarówno językowych, jak i teologicznych.
Każda księga biblijna jest poprzedzona szczegółowym planem objaśniającym jej znaczenie. Na początku księgi podano jej temat oraz jej plan odnosząc się do faktów historycznych.
Całość została uzupełniona dużą liczbą przypisów, odsyłaczy, wykresów i map. Tekst zawiera ponad 9 tysięcy przypisów, a także ponad 13 tysięcy odsyłaczy do innych wersetów biblijnych, zarówno podobnie sformułowanych, jak też nawiązujących do tego samego znaczenia. Zawiera również pomocne wykresy oraz mapki nowotestamentowych krain geograficznych.